# Elżbiecin (Krasnosielc)
Pour les articles homonymes, voir Elżbiecin.
Elżbiecin (prononciation : [ɛlʐˈbjɛt͡ɕin]) est un village polonais de la gmina de Krasnosielc dans le powiat de Maków de la voïvodie de Mazovie dans le centre-est de la Pologne.
Il se situe à environ 10 kilomètres au nord de Krasnosielc (siège de la gmina), 27 kilomètres au nord de Maków Mazowiecki (siège du powiat) et à 99 kilomètres au nord de Varsovie (capitale de la Pologne).

## Histoire
De 1975 à 1998, le village appartenait administrativement à la voïvodie d'Ostrołęka.